# Aleksandr Tonkov
Aleksandr Tonkov (28 juli 1993) is een Russisch motorcrosser.

## Carrière
Tonkov maakte zijn debuut in het Wereldkampioenschap motorcross MX2 in 2009, met Suzuki. Hij nam slecht deel aan één wedstrijd, maar scoorde direct enkele punten. In 2010 reed hij een beperkt aantal wedstrijden, en werd uiteindelijk 27ste in de eindstand. In 2011 nam hij niet deel aan het WK. In 2012 keerde hij terug in het Wereldkampioenschap, met Honda. Valpartijen en blessures vormden de rode draad door Tonkov zijn seizoen, maar hij wist uiteindelijk nog als zeventiende te eindigen. Ook in 2013 miste hij enkele wedstrijden, maar behaalde wel zijn eerste podiumplaats in een Grand Prix en sloot het seizoen af als dertiende. Sinds 2014 komt Tonkov uit voor het Husqvarnateam van oud-wereldkampioen Jacky Martens. In 2014 stond hij geen enkele keer op het podium, maar voor het eerst kon hij gans het seizoen deelnemen. Tonkov werd achtste in de eindstand. In 2015 wist een podiumplaats te behalen en een reeks te winnen voor hij geblesseerd werd. Tonkov werd nog veertiende in de eindstand.
Tonkov was ook al enkele keren lid van de Russische ploeg voor de Motorcross der Naties.